# رفع شعاع السقف العالي والنجارين وسيمور: مقدمة
رفع شعاع السقف العالي والنجارين وسيمور: مقدمة، هو مجلد يضم روايتين من تأليف جيروم ديفيد سالينجر، والتي نُشرت سابقًا في النيويوركر: Raise High the Roof Beam Carpenters (1955) and Seymour: An Introduction (1959). أعاد ليتل براون نشرهما في عام 1963م. وكانت هذه هي المرة الأولى التي ظهرت فيها الروايات في شكل كتاب. وكانت ثالث أكثر الروايات مبيعًا في الولايات المتحدة عام 1963وفقاً لبابليشرز ويكلي.

## ارفعوا شعاع السقف عالياً، النجارون
نُشرت الرواية في الأصل في عدد 19 نوفمبر 1955 من مجلة النيويوركر.  كالعديد من قصص عائلة جلاس الأخرى، يتم سرد Raise High وهو الثاني من بين الأخوة جلاس. يصف زيارة بادي في إجازة للجيش لحضور حفل زفاف شقيقه سيمور إلى موريل ويحكي عن عواقب فشل سيمور في الحضور. ومهدت الأحداث الطريق لانتحار سيمور في عام 1948. وصف سيمور هي امرأة صاخبة وقوية البنية يلتقي بها بادي في سيارة تغادر موقع حفل الزفاف. الركاب الآخرون يقضون معظم رحلة السيارة غير مدركين لعلاقة عائلة بادي بالعريس المفقود.
تنتقد Matron of Honor سيمور، وتصف مدى ذكاء والدة موريل ريا ونظرياتها حول سلوك سيمور. وتوضح المحادثات ورد فعل Buddy اللاحق انزعاج Buddy من الأشخاص الذين يصدرون أحكامًا وغير حساسين، كما يكشف عن قربه من Seymour. في مرحلة ما من القصة، يجد Buddy مذكرات سيمور وينقذها قبل أن يراها أي شخص. أحضره إلى الحمام وقرأ الحوار الوحيد المباشر غير المرشح من سيمور
العنوان هو السطر الأول من رسالة تركتها أخت سيمور بوو بوو له على مرآة الحمام في شقة العائلة، والتي اكتشفها بادي في نهاية القصة.

## سيمور: مقدمة
نُشرت سيمور: مقدمة في الأصل في مجلة النيويوركر، بعد أربع سنوات من نشر الرواية الأولى. تحكي القصة محاولة من قبل جلاس لتقديم القارئ إلى شقيقه سيمور، الذي انتحر في عام 1948. يتم سرد القصة بإسلوب سيل الوعي. بينما يتذكره الأصدقاء في منزله المنعزل.
تتطرق هذه القصة، مثل القصص الأخرى المتعلقة بعائلة جلاس إلى الزن، الهايكو، وفلسفة فيدانتا الهندوسية.